# Abbasabad (miasto)
Abbasabad (pers. عباس اباد) – miasto w Iranie, w ostanie Mazandaran. W 2006 roku miasto liczyło 11 256 mieszkańców w 3195 rodzinach.
Miasto znajduje się nad Morzem Kaspijskim.